# Szkoła wywiadowcza Abwehry w Groß Mischen
Szkoła wywiadowcza Abwehry w Groß Mischen – niemiecki ośrodek wywiadowczy Abwehry podczas II wojny światowej
Została utworzona w Groß Mischen w Prusach Wschodnich, ok. 10 km na północny zachód od Królewca, miesiąc przed atakiem wojsk niemieckich na ZSRR. Szkolono w niej agentów dla działalności wywiadowczej i radiowej na głębokich tyłach frontu. Kandydaci pochodzili spośród białych emigrantów rosyjskich, Ukraińców, Polaków, Łotyszy, Litwinów i Estończyków, zwerbowanych na ziemiach polskich i w krajach bałkańskich.
Jednorazowo w ośrodku miało się szkolić do 100 agentów. Okres szkoleniowy był przewidziany na 3 tygodnie. Pierwszych 20 agentów pod koniec czerwca 1941 r. została skierowanych poprzez Kowno do Abwehrgruppe-111, działającej na leningradzkim odcinku frontu wschodniego. Część z nich w sierpniu przerzucono za linię frontu. W tym samym miesiącu szkoła została jednak rozwiązana, a jej personel i pozostali kursanci odkomenderowani do frontowych abwehrkomand i abwehrgrup.